# Порекату (микрорегион)

Порекату на карте.

Порекату (порт. Microrregião de Porecatu) — микрорегион в Бразилии, входит в штат Парана. Составная часть мезорегиона Северо-центральная часть штата Парана. 
Население составляет 	82 539	 человек (на 2010 год). Площадь — 	2368,600	 км². Плотность населения — 	34,85	 чел./км².

## Демография
Согласно сведениям, собранным в ходе переписи 2010 г. Национальным институтом географии и статистики (IBGE), население микрорегиона составляет:						
| Полное население                             | Полное население                             | Полное население                             | Полное население                             | 82 539 |
| -------------------------------------------- | -------------------------------------------- | -------------------------------------------- | -------------------------------------------- | ------ |
| в том числе:                                 | Городское население                          | 71 759                                       | Процент городского населения, %              | 86,94  |
|                                              | Сельское население                           | 10 780                                       | Процент сельского населения, %               | 13,06  |
|                                              | Мужское население                            | 41 057                                       | Процент мужского населения, %                | 49,74  |
|                                              | Женское население                            | 41 482                                       | Процент женского населения, %                | 50,26  |
| Плотность населения, чел/км²                 | Плотность населения, чел/км²                 | Плотность населения, чел/км²                 | Плотность населения, чел/км²                 | 34,85  |
| Население микрорегиона в % к населению штата | Население микрорегиона в % к населению штата | Население микрорегиона в % к населению штата | Население микрорегиона в % к населению штата | 0,79   |

## Статистика
- Валовой внутренний продукт на 2003 год составляет 716 319 783,00 реалов (данные: Бразильский институт географии и статистики).
- Валовой внутренний продукт на душу населения на 2003 год составляет 8697,19 реалов (данные: Бразильский институт географии и статистики).
- Индекс развития человеческого потенциала на 2000 год составляет 0,764 (данные: Программа развития ООН).

## Состав микрорегиона
В составе микрорегиона включены следующие муниципалитеты:
1. Алворада-ду-Сул
2. Флорестополис
3. Миразелва
4. Порекату
5. Праду-Феррейра
6. Примейру-ди-Маю
7. Сертанополис